# Paulina Damaske
Paulina Damaske (ur. 1 czerwca 2001 w Malborku) – polska siatkarka, grająca na pozycji przyjmującej. Jej starsza siostra Magdalena, również jest siatkarką.
17 maja 2024 roku zadebiutowała w seniorskiej kadrze Polski w meczu przeciwko reprezentacji Francji w Lidze Narodów 2024.

## Sukcesy klubowe

### juniorskie
Mistrzostwa Polski Młodziczek:
- 2015[5], 2016[6]

Mistrzostwa Polski Juniorek:
- 2020
- 2019

### seniorskie
Superpuchar Polski:
- 2020

Puchar Polski:
- 2024[7]

Tauron Liga:
- 2024[8], 2025[9]

## Sukcesy reprezentacyjne
Mistrzostwa Europy Juniorek:
- 2018

Liga Narodów:
- 2024[10], 2025[11]

## Nagrody indywidualne
- 2015: MVP Mistrzostw Polski Młodziczek
- 2016: MVP Mistrzostw Polski Młodziczek
- 2019: Najlepsza atakująca Mistrzostw Polski Juniorek
- 2020: MVP Mistrzostw Polski Juniorek[12]